# Majd most kiderül
A Majd most kiderül (eredeti cím: Sex and the Single Girl) 1964-ben bemutatott amerikai romantikus vígjáték. Rendezője Richard Quine, a főbb szerepekben Tony Curtis, Natalie Wood, Henry Fonda, Lauren Bacall és Mel Ferrer látható.
A film történetének alapjául egy 1962-ben megjelent ismeretterjesztő, szexuális tanácsadó könyv, a Sex and the Single Girl szolgált, melynek szerzője Helen Gurley Brown pszichológus volt.
A film anyagilag sikeresnek bizonyult, 1964-ben benne volt a 20 legjobban jövedelmező film listájában.
Magyarországi bemutató:  1969. október 2.
A film DVD-n 2009. február 3-án jelent meg.

## Cselekménye
|  | Alább a cselekmény részletei következnek! |

Bob Weston (Tony Curtis) elismert újságíró a Stop nevű szennylapnál. Az újság szerkesztőségében minden reggel értekezletet tartanak, ahol a lap főszerkesztője (egyben tulajdonosa) szóbeli elismeréseket oszt ki a jelenlévő újságíróknak a lapban megjelent  aljas hazugságokért, és tisztességtelen cikkeikért, és újabbak írására ösztönzi őket. A lap példányszáma hirtelen megemelkedett, miután Bob Weston cikket írt Dr. Helen Brown pszichológus (Natalie Wood), házassági tanácsadó nemrégiben megjelent könyve kapcsán. A cikkben Bob Weston azt fejtegette, hogy a fiatal hölgy minden valószínűség szerint még szűz, pedig már 23 éves, tehát nyilván nem tud tanácsot adni házas embereknek, mivel személyes tapasztalata nincsen e téren. Dr. Helen Brown és a pszichológiai intézetben dolgozó kollégái felháborítónak tartják az újság egyéb kitalációit Dr. Helen Brownnal kapcsolatban, de egyébként olvassák a lapot.
Amikor Bob Weston látszólag szeretne bocsánatot kérni és felhívja Dr. Helen Brownt (valójában egy interjú reményében), az felháborodva és szitkok kíséretében lecsapja a kagylót.
Bob Westonnal egy udvarban lakik Frank Broderick (Henry Fonda), nőiharisnya-gyártó a feleségével, Sylviával (Lauren Bacall), akivel állandóan veszekszenek, a nő ugyanis állandóan arra gyanakszik, hogy férje más nők után jár, pedig ő csak szakmai érdeklődésből nézi a nők lábát.
Bob Westonnak remek ötlete támad, amivel két legyet üthet egy csapásra: bejelentkezik Dr. Helen Brownnál házassági tanácsadásra, a Frank Broderick nevet használva, így talán segíteni tud Franknek a családi probléma megoldásában, ő maga pedig közel férkőzhet a nőhöz, aki gyanútlanul majd mindent elmond neki, ő pedig megírhatja az újabb mocskos cikket róla.
A dolog azonban nem teljesen Bob tervei szerint alakul. Bár sok mindent megtud a nőről, időközben észrevétlenül szerelmes lesz, és a nő is hasonlóképpen érez, ezt azonban egyikük sem vallja be.
Néhány hivatalos találkozó után Bob felhívja a nőt telefonon azzal, hogy annyira el van keseredve, hogy öngyilkos lesz, vízbe fog ugrani a mólóról. A nő azonnal odarohan, és amikor már tisztázódik a helyzet, véletlenül mindketten a vízbe esnek. Mivel „Frank”-hez nem mehetnek, a nő magával viszi a lakására. Itt Bob Weston, miután ruhái mind vizesek, női köntöst vesz fel, és emiatt többször Jack Lemmonhoz hasonlítják (ez utalás Tony Curtis és Jack Lemmon 1959-ben bemutatott fekete-fehér filmjére, a Van, aki forrón szeretire, ahol mindketten női ruhába bújva menekülnek üldözőik elől). Bob a nő tapasztalatlanságát kihasználva leitatja martinivel (azt mondja neki, hogy tudományos kutatások szerint egyszerre kell lehajtani egy pohárral, akkor nem árt), majd puszilgatni kezdi, miközben a nő elmondja neki, hogy a kutatásai szerint a nőknek hol vannak érzékeny területeik. Végül Helen bevallja neki, hogy szereti, ami helytelen, hiszen a férfi nős. Bob ekkor azzal áll elő, hogy rendben van a dolog, mert ő törvényesen nem nős. Helen azonban nem hisz neki, és arra kéri, hogy menjen el és másnapra küldje be a feleségét, Sylviát. Ennek megszervezése túl jól sikerül: megjelenik a valódi Sylvia, Frank felesége, Frank barátnője (akit sikerül rábeszélnie, hogy játssza el Sylvia szerepét), valamint Frank titkárnője is (mert Frank barátnője eleinte nem vállalja a dolgot egy meghallgatás miatt).
Végül Bob lelepleződik a nő előtt, aki bosszúból egyik kollégájával a Fidzsi-szigetekre akar utazni. A Frankre vonatkozó tanácsok sem váltak be olyan simán, ahogy számítani lehetett volna rá, Franket ugyanis őrizetbe veszik bigámiáért (másnapra kiderül, hogy a vád alaptalan volt).
Vicces autós üldözések következnek az autópályán a Los Angeles-i repülőtér felé, ezek zárják a könnyed, romantikus történetet, ahol mindenki megtalálja a hozzáillő párt, és Bob Weston részéről jellemfejlődés is bekövetkezik.
|  | Itt a vége a cselekmény részletezésének! |

## Szereposztás
- Natalie Wood : Helen Gurley Brown, pszichológus, házassági tanácsadó
- Tony Curtis : Bob Weston, újságíró egy szennylapnál
- Henry Fonda  : Frank Broderick, nőiharisnya-gyártó
- Lauren Bacall : Sylvia Broderick, Frank felesége
- Mel Ferrer : Dr. Rudolph DeMeyer (Rudy), Helen Brown kollégája
- Edward Everett Horton : tulajdonos és főszerkesztő a Stop magazinnál
- Fran Jeffries : Gretchen
- Otto Kruger : Dr. Marshall H. Anderson
- Howard St. John : Randall
- Leslie Parrish : Susan
- Larry Storch : motorosrendőr
- Stubby Kaye : sebességmegszállott sofőr
- Max Showalter : Holmes
- William Lanteau : Sylvester
- Helen Kleeb : Hilda
- Count Basie : önmaga

## Fogadtatás
A filmkritikusok véleményét összegző Rotten Tomatoes 60%-ra értékelte a filmet 5 vélemény alapján.

## Fordítás
Ez a szócikk részben vagy egészben  a   Sex and the Single Girl (film) című angol Wikipédia-szócikk fordításán alapul.  Az eredeti cikk szerkesztőit annak laptörténete sorolja fel. Ez a jelzés csupán a megfogalmazás eredetét és a szerzői jogokat jelzi, nem szolgál a cikkben szereplő információk forrásmegjelöléseként.